# US Open 2011 - Quad doppio
David Wagner e Nick Taylor hanno difeso il titolo dell'anno precedente grazie al ritiro prima della finale di Peter Norfolk e Noam Gershony.

## Tabellone

### Legenda
| - Q = Qualificato - WC = Wild card - LL = Lucky loser | - ALT = Alternate - SE = Special Exempt - PR = Protected Ranking | - w/o = Walkover - r = Ritirato - d = Squalificato |

### Finale
|  | Finale                      |                          |                          |                          |     |  |
|  |                             |                          |                          |                          |     |  |
|  | David Wagner Nick Taylor    | David Wagner Nick Taylor | David Wagner Nick Taylor | David Wagner Nick Taylor | w/o |  |
|  | Peter Norfolk Noam Gershony |                          |                          |                          |     |  |